# 패키 사꼰나리
싸씨위몬 차이쁘리텟(태국어: ศศิวิมล ไชยประเทศ, 1999년 1월 7일) 예명은 패키 사꼰나리(태국어: แพ็กกี้ สกลนรี)는 태국의 여자 가수이다.

## 어린 시절
1999년 1월 7일, 사왕댄딘구, 사꼰나콘주, 태국에서 태어났다. 그녀는 사왕댄딘학교를 졸업하고 라차팟사꼰나콘대학교에서 공부하고 있다.
그녀는 학교 음악 밴드에서 음악 경력을 시작했고 웹에서 그녀의 노래에 관심을 끌기 위해 YouTube 채널 "Teub Nueng Studio" (เติบนึง สตูดิโอ)에서 많은 룩퉁노래를 커버한다. 어느 날 Grammy gold 음반사 소속 작곡가 싸라 쿤나웃은 그녀를 만나 그녀의 재능을 알게 되고 싸라는 그녀가 2020년 후반에 무대에 오르도록 이끌게 된다.
그녀가 녹음한 노래는 "Phoo Bao Rod Hae Yae Look Sao Chao Phap" (ผู้บ่าวรถแห่แหย่ลูกสาวเจ้าภาพ)이다. 둘 다 2021년 4월 몬캔 깬쿤와 컬래버레이션을 한 것이다. 2021년 9월 그녀의 첫 싱글이 나오게 되었는데 "The Brothers" (태국어: ญาอ้าย)이다. 그녀의 다른 노래로는 "Job Huk Chabab Kway Kway" (จบฮัก (ฉบับควายๆ)) 과 "Sao Sawang Yang Love" (สาวสว่าง YOUNG LOVE)가 있다.

## 디스코그래피
| 년   | 제목                                          | 각주              |
| ---- | --------------------------------------------- | ----------------- |
| 2021 | "Rong Hai Klai Nong Harn" (ร้องไห้ใกล้หนองหาน)   | [ 2 ]             |
| 2021 | "Yar Ai" (ญาอ้าย)                              | [ 3 ] [ 4 ] [ 5 ] |
| 2021 | "Job Huk Chabab Kway Kway" (จบฮัก (ฉบับควายๆ))  | [ 6 ]             |
| 2021 | "Sao Sawang Young Love" (Feat. Neck Naruphon) | [ 7 ]             |